# Arctornis cygna
Arctornis cygna är en fjärilsart som beskrevs av Moore 1879. Arctornis cygna ingår i släktet Arctornis och familjen tofsspinnare. Inga underarter finns listade i Catalogue of Life.

## Bildgalleri

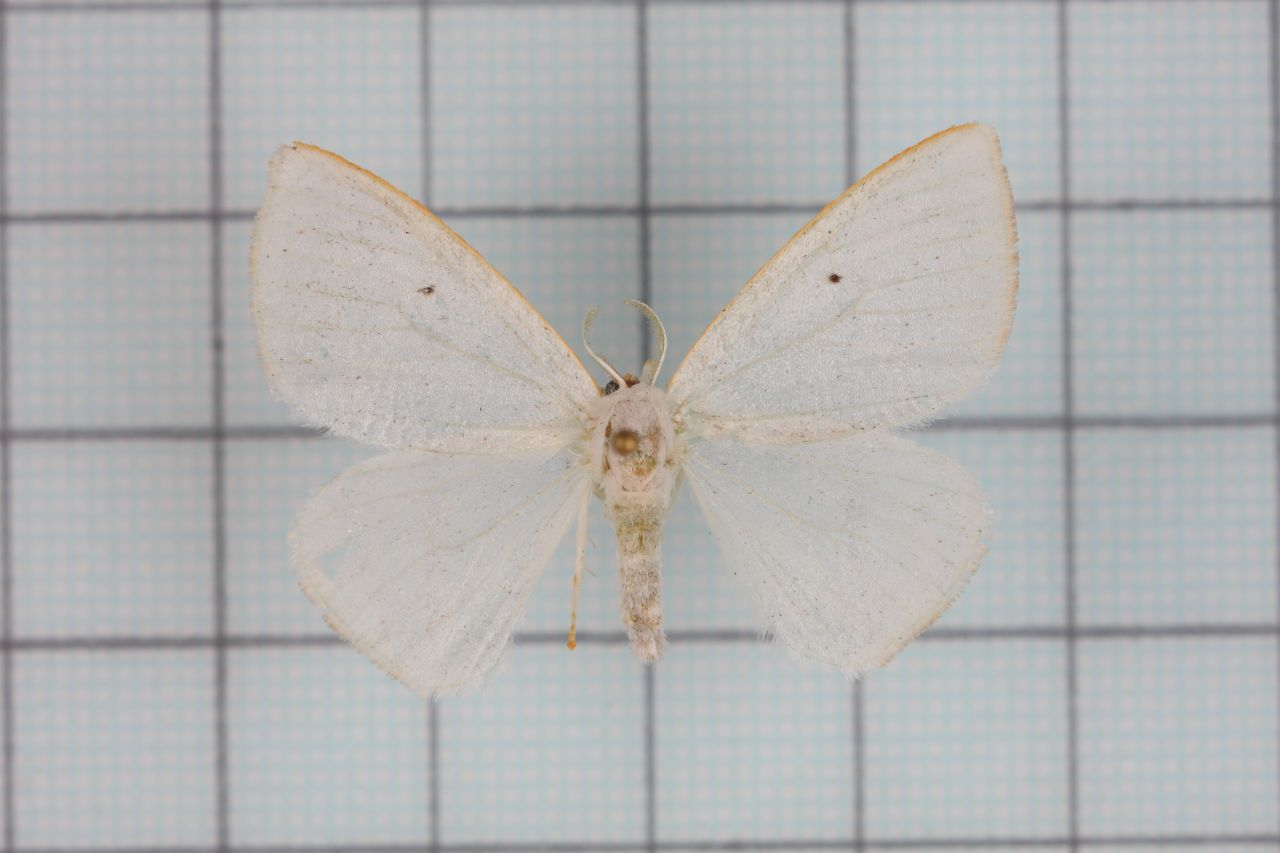
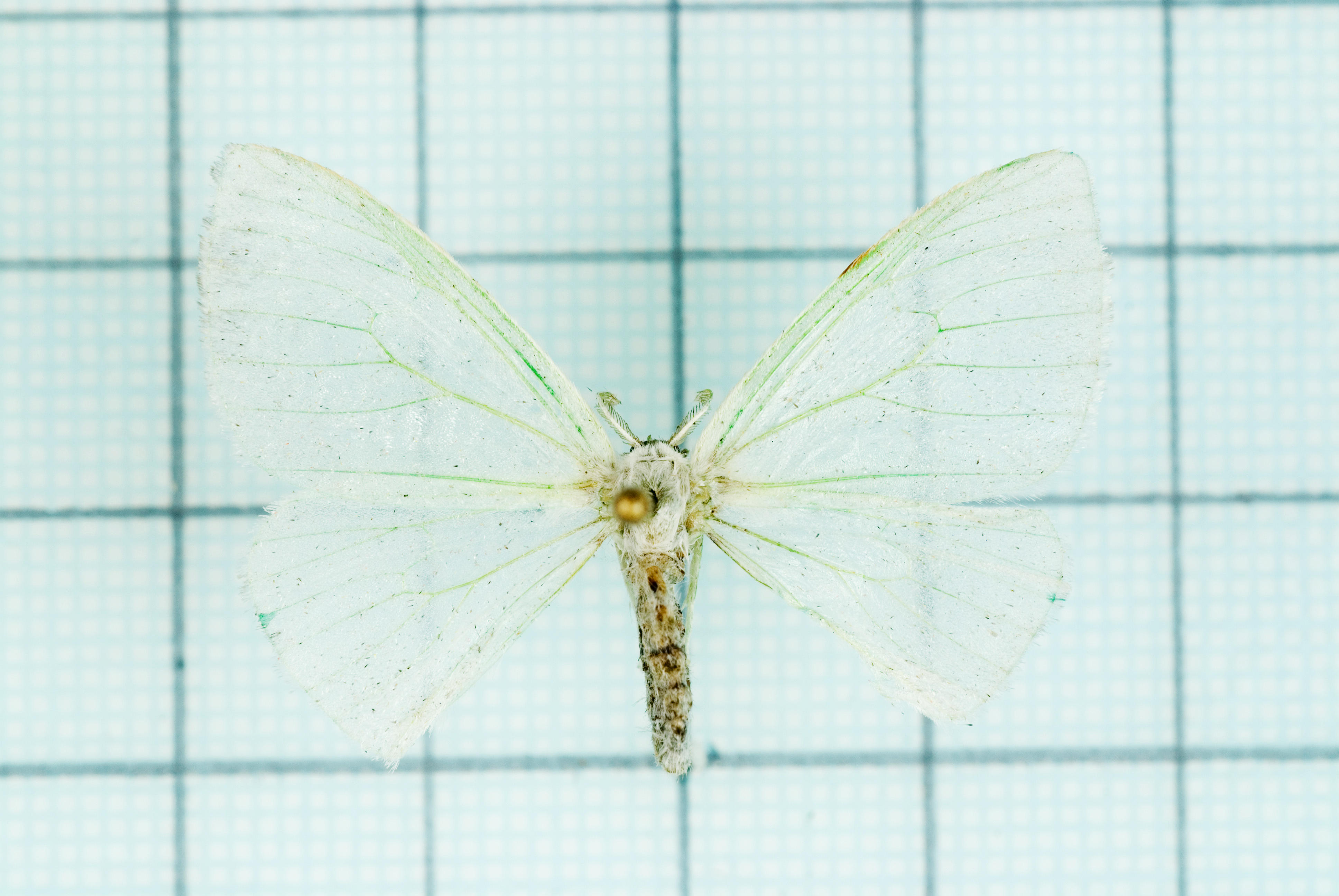